# Nejvyšší hory Švýcarska

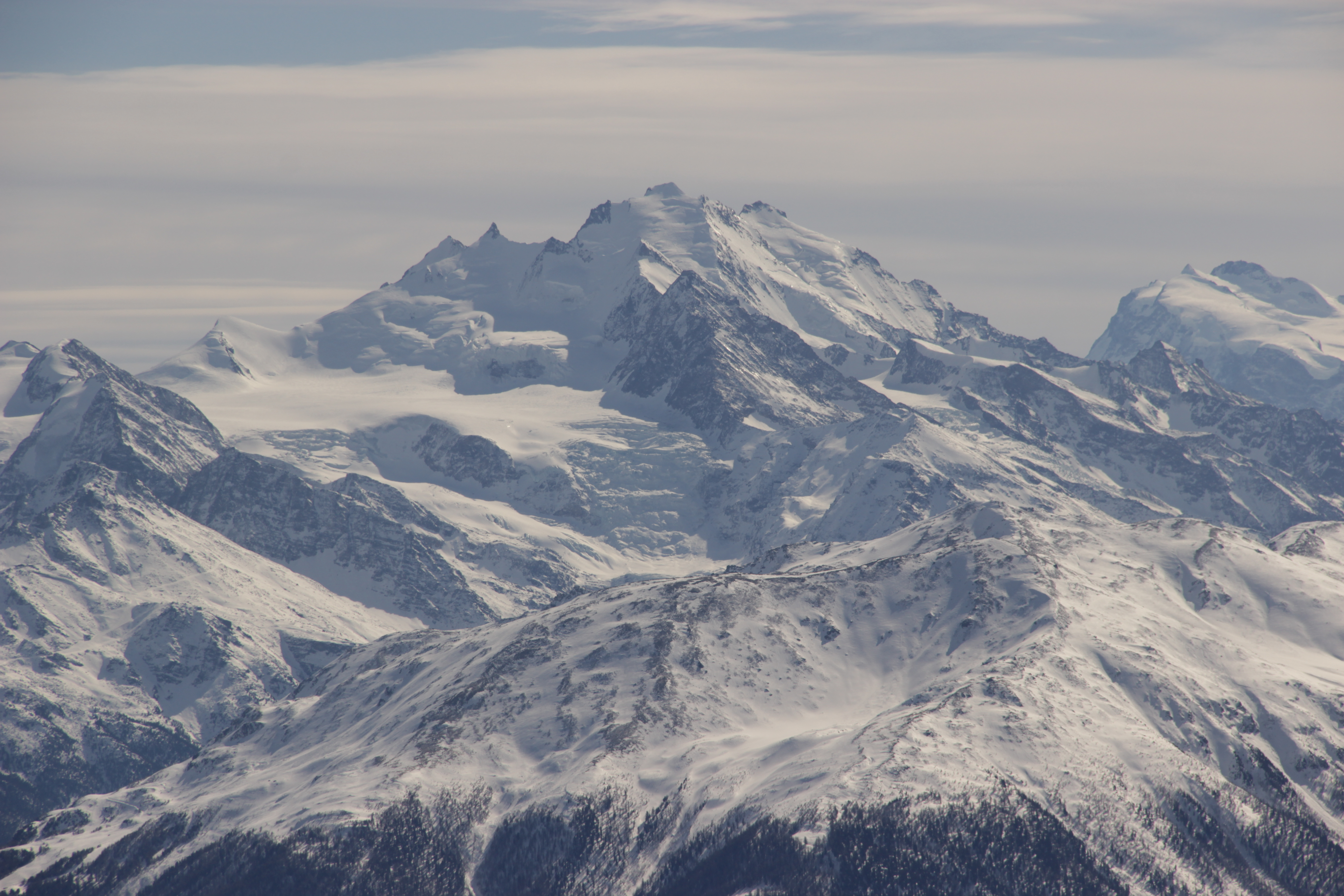
Dufourspitze

Nejvyšší hory Švýcarska. Nejvyšší horou Švýcarska je vrchol Dufourspitze (4 634 m) v horském masivu Monte Rosa, ve Walliských Alpách, na švýcarsko-italské hranici.
Nejvyšší hory Švýcarska leží ve Švýcarských Alpách, většina z nich ve Walliských Alpách, v kantonu Valais. Dále leží nejvyšší hory Švýcarska v Bernských Alpách, v kantonech Valais a Bern. Řada nejvyšších vrcholů se nachází na švýcarsko-italské hranici, například Dufourspitze, Zumsteinspitze, Signalkuppe, Lyskamm nebo Matterhorn.

## 20 nejvyšších hor Švýcarska

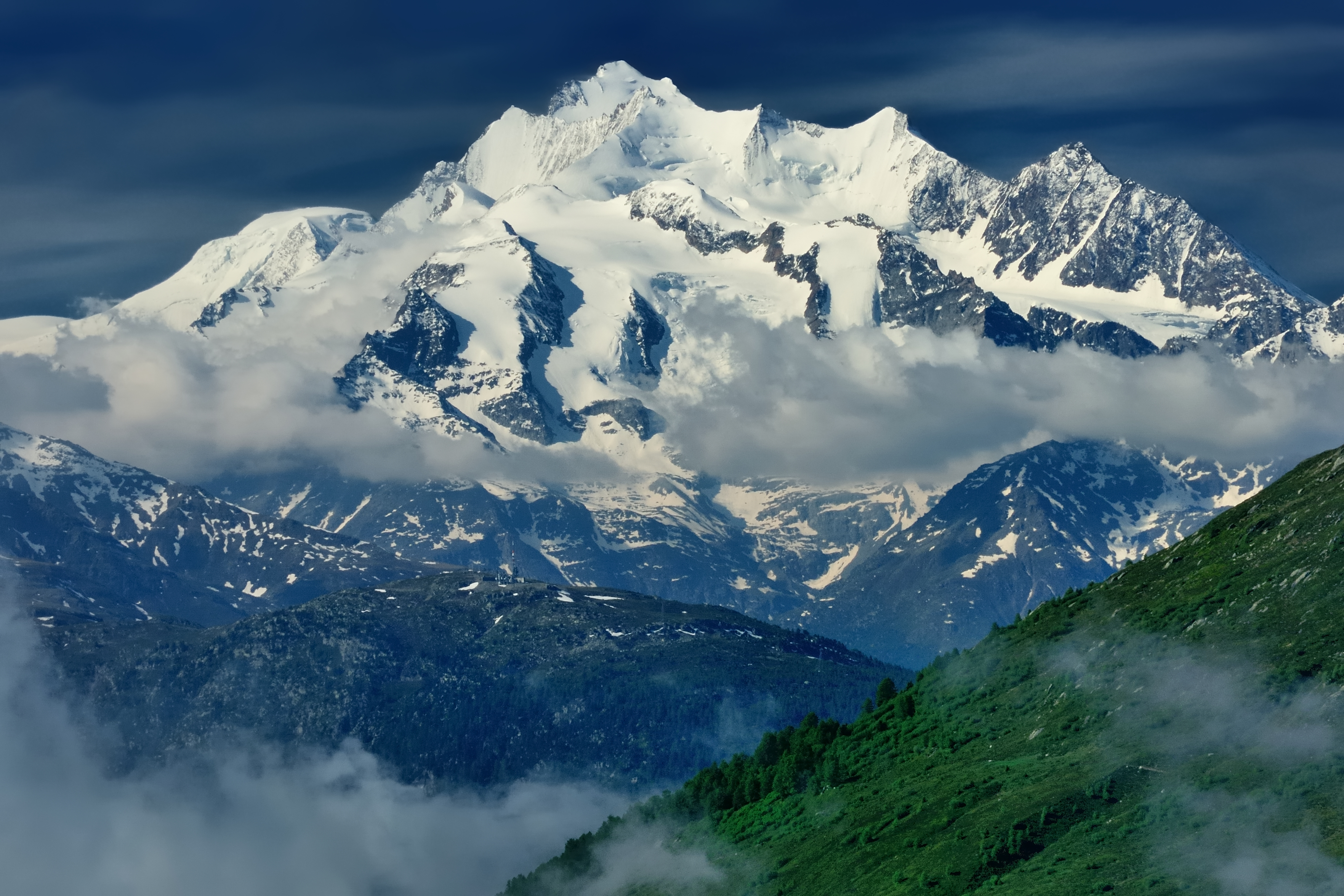
Dom

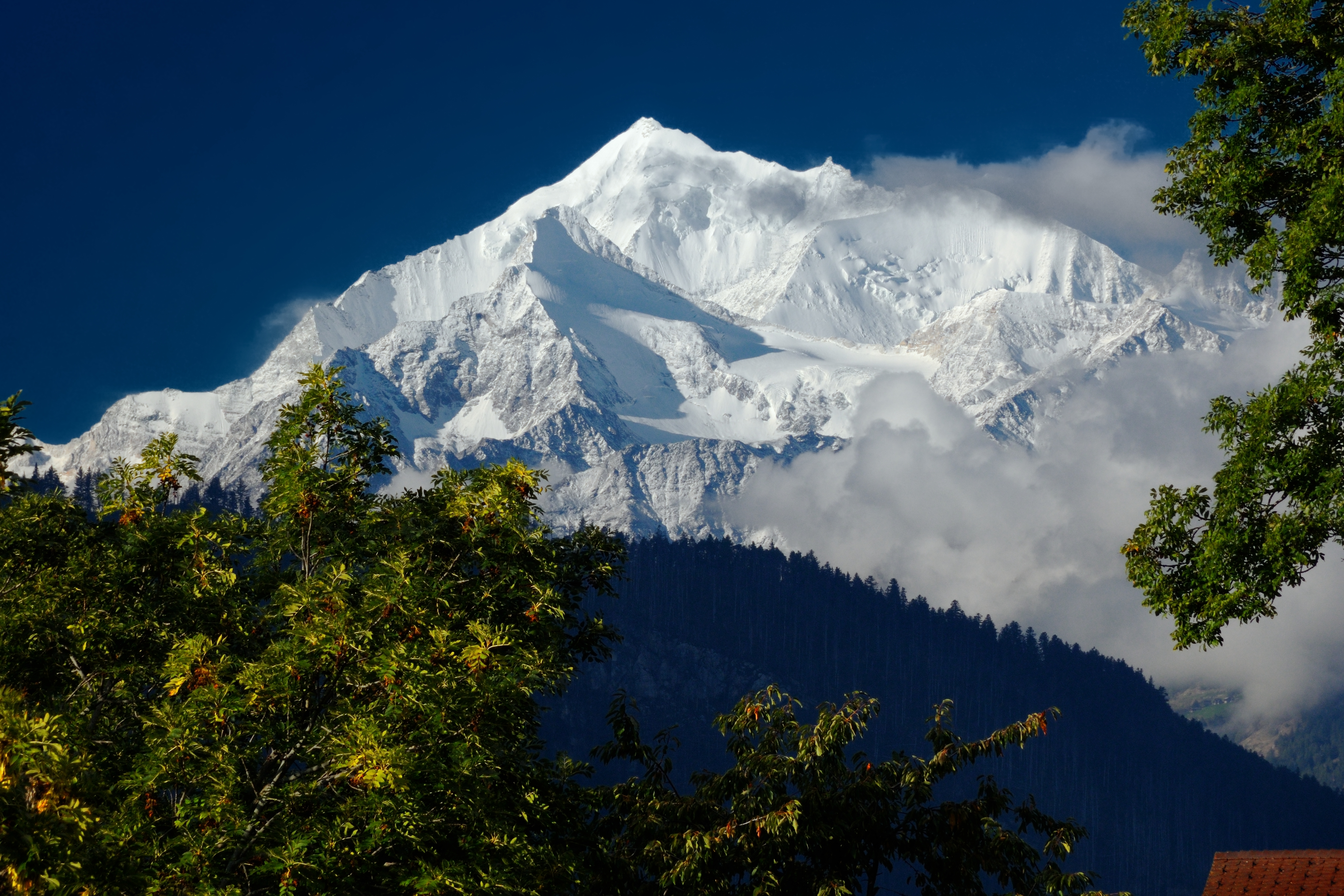
Weisshorn

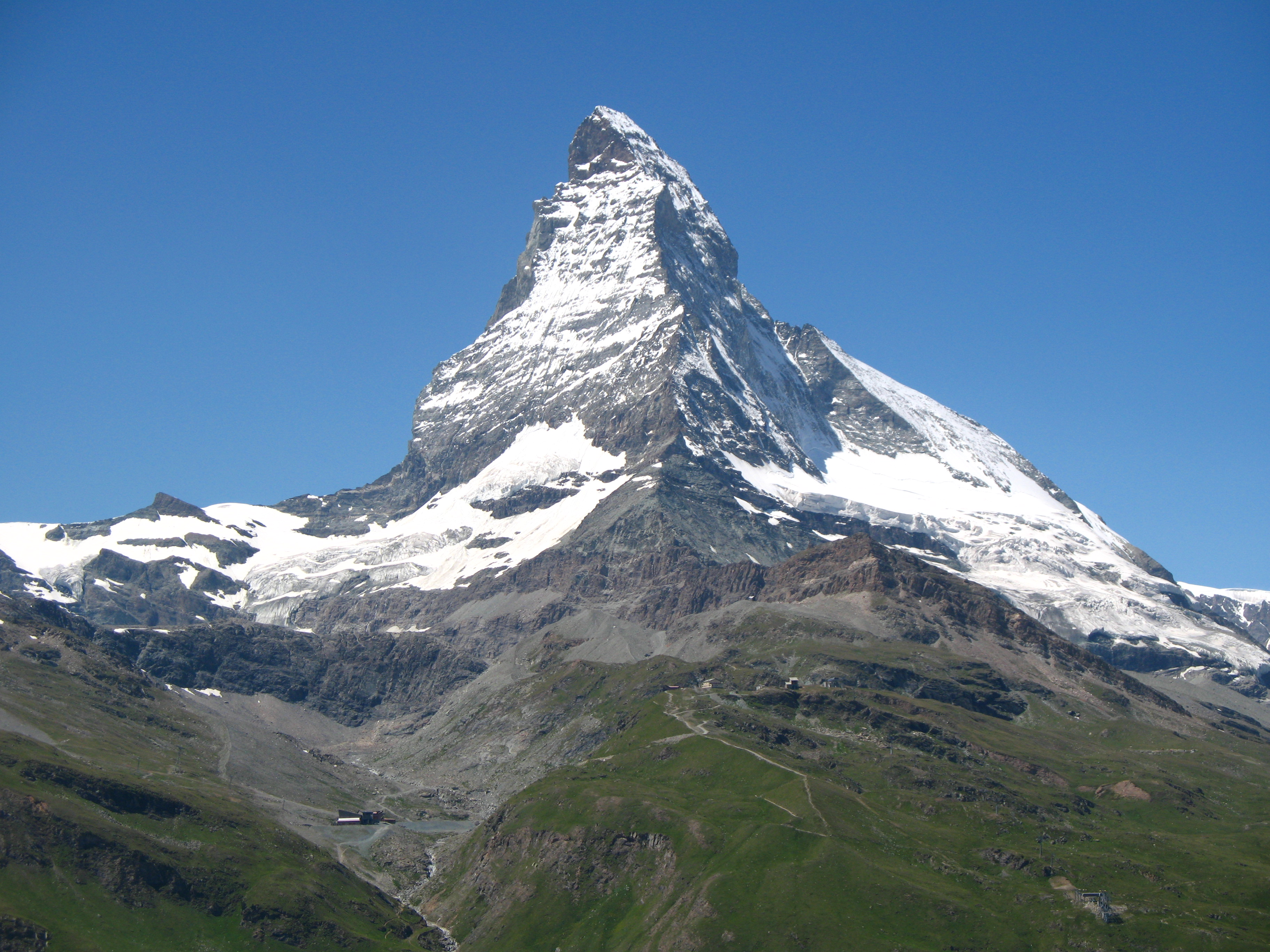
Matterhorn

Ve výčtu jsou zastoupeny pouze vrcholy s prominencí vyšší než 500 metrů.
|    | Vrchol           | Pohoří        | Kanton      | Výška (m) | Prominence (m) | Izolace (km) |
| -- | ---------------- | ------------- | ----------- | --------- | -------------- | ------------ |
| 1  | Dufourspitze     | Walliské Alpy | Valais      | 4 634     | 2 165          | 78,2         |
| 2  | Dom              | Walliské Alpy | Valais      | 4 547     | 1 057          | 16,9         |
| 3  | Weisshorn        | Walliské Alpy | Valais      | 4 506     | 1 236          | 11,1         |
| 4  | Matterhorn       | Walliské Alpy | Valais      | 4 478     | 1 038          | 13,9         |
| 5  | Dent Blanche     | Walliské Alpy | Valais      | 4 358     | 915            | 7,2          |
| 6  | Grand Combin     | Walliské Alpy | Valais      | 4 314     | 1 517          | 26,5         |
| 7  | Finsteraarhorn   | Bernské Alpy  | Bern/Valais | 4 274     | 2 279          | 51,7         |
| 8  | Rimpfischhorn    | Walliské Alpy | Valais      | 4 199     | 643            | 23           |
| 9  | Aletschhorn      | Bernské Alpy  | Valais      | 4 193     | 1 036          | 16           |
| 10 | Dent d'Hérens    | Walliské Alpy | Valais      | 4 174     | 703            | 3,8          |
| 11 | Jungfrau         | Bernské Alpy  | Bern/Valais | 4 158     | 693            | 8,3          |
| 12 | Mönch            | Bernské Alpy  | Bern/Valais | 4 107     | 589            | 3,6          |
| 13 | Schreckhorn      | Bernské Alpy  | Bern        | 4 078     | 795            | 5,7          |
| 14 | Ober Gabelhorn   | Walliské Alpy | Valais      | 4 064     | 538            | 3,3          |
| 15 | Piz Bernina      | Bernina       | Graubünden  | 4 049     | 2 234          | 137,8        |
| 16 | Weissmies        | Walliské Alpy | Valais      | 4 017     | 1 187          | 11,1         |
| 17 | Lagginhorn       | Walliské Alpy | Valais      | 4 010     | 512            | 3,3          |
| 18 | Bietschhorn      | Bernské Alpy  | Valais      | 3 934     | 806            | 13,4         |
| 19 | Gross Wannenhorn | Bernské Alpy  | Valais      | 3 906     | 626            | 4,3          |
| 20 | La Ruinette      | Walliské Alpy | Valais      | 3 875     | 851            | 7,8          |

## 20 nejvyšších hor Švýcarska s prominencí vyšší než 100 metrů

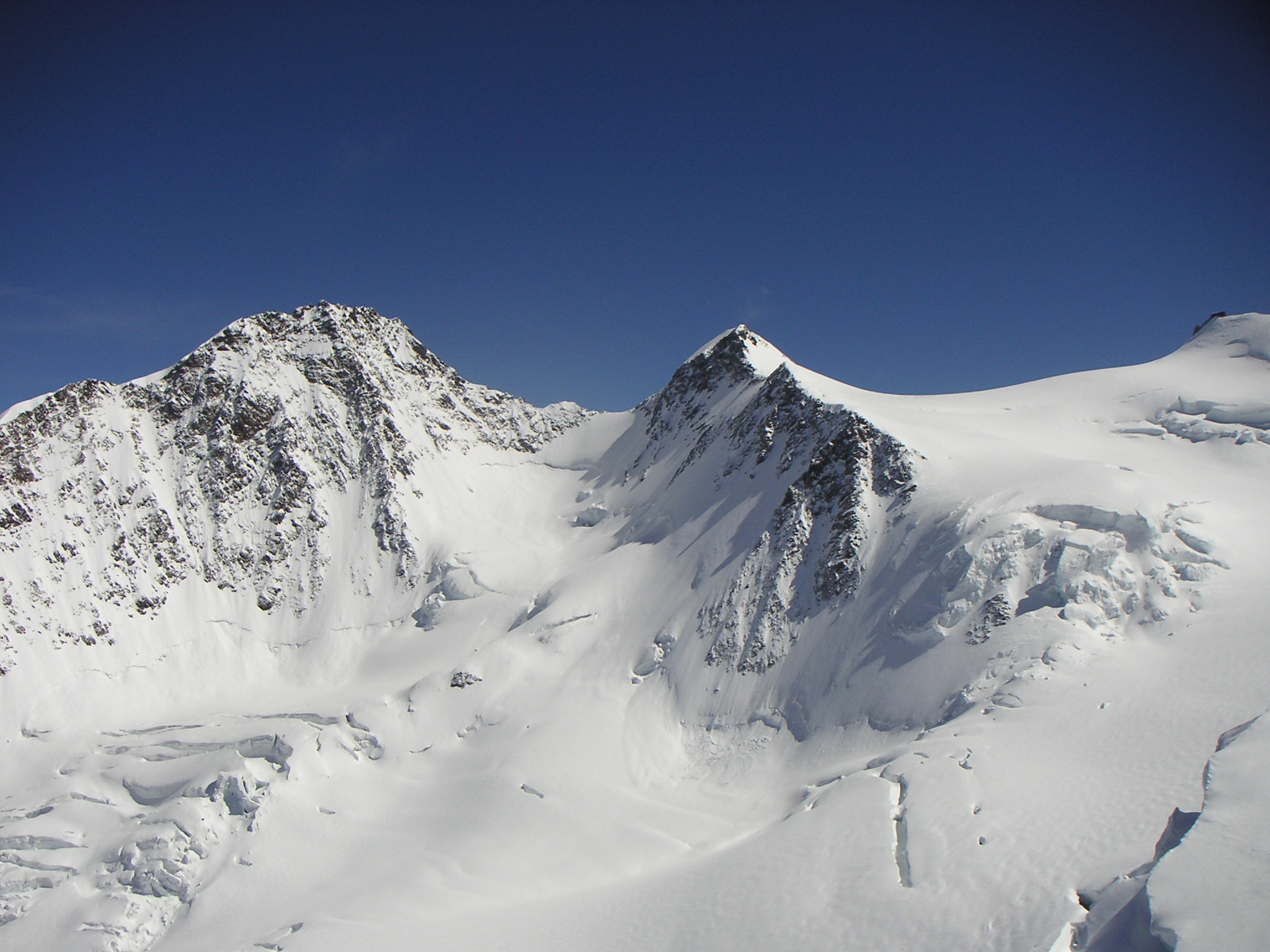
vpravo Zumsteinspitze

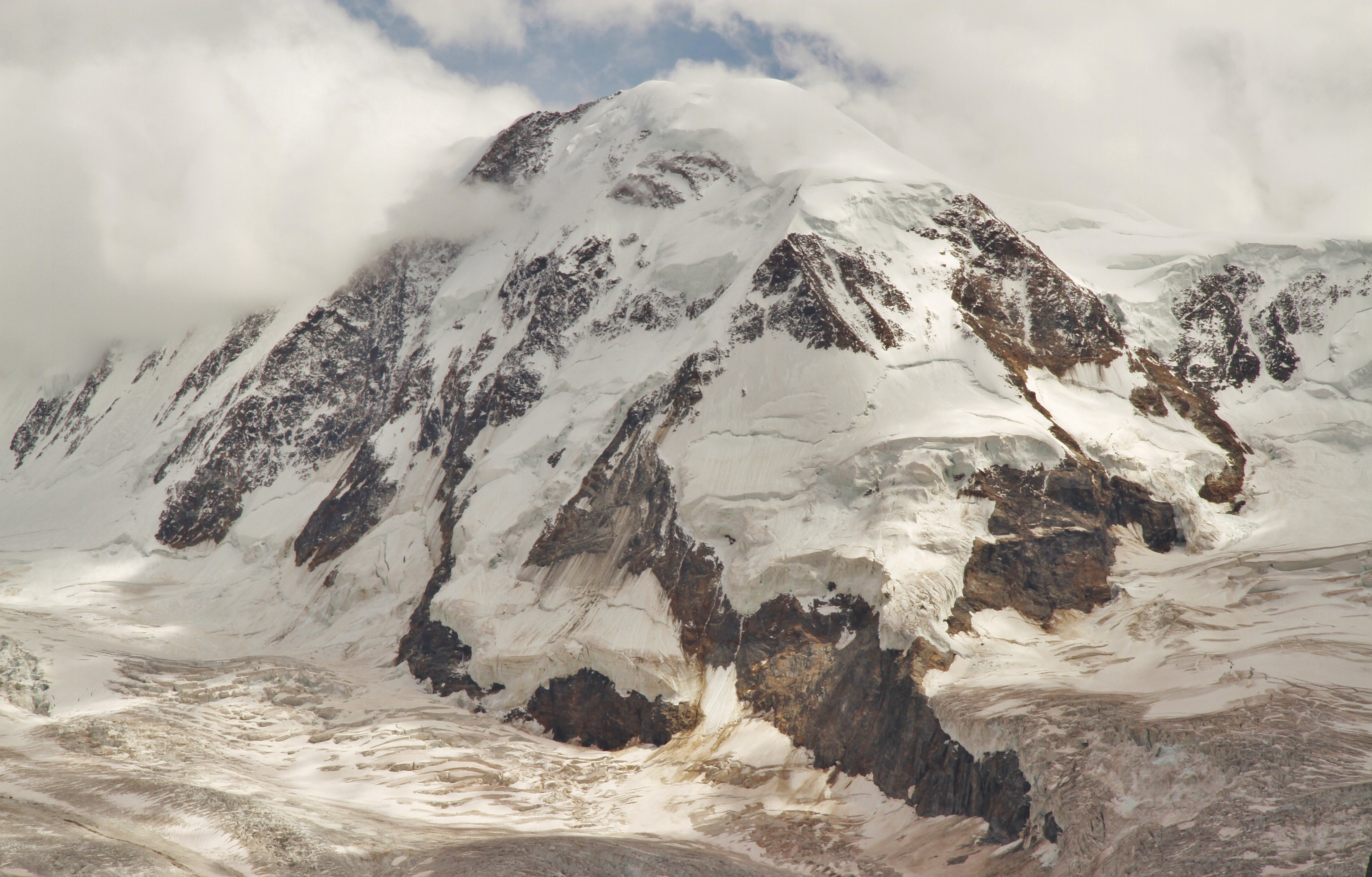
Lyskamm

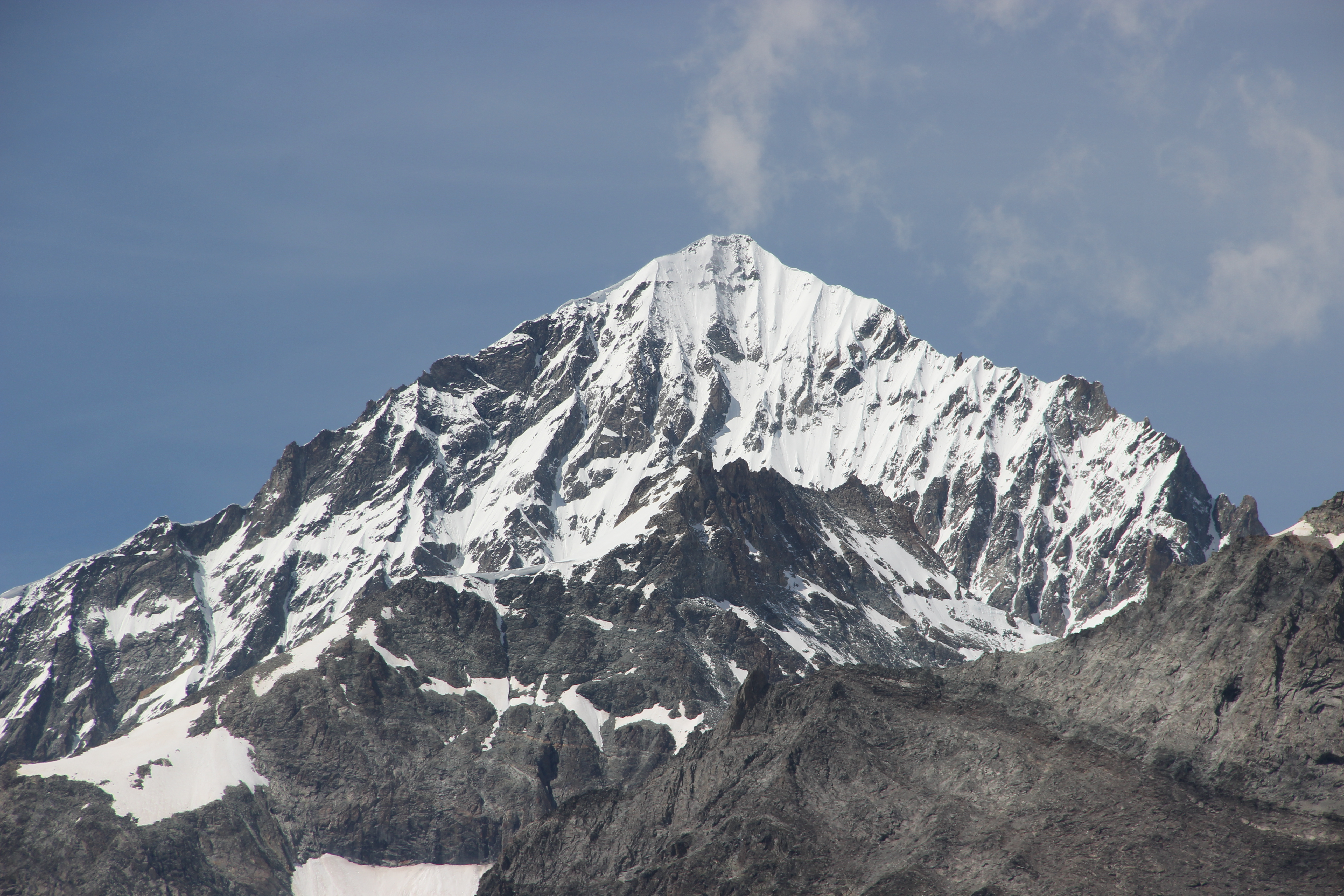
Dent Blanche

Ve výčtu jsou zastoupeny pouze vrcholy s prominencí vyšší než 100 metrů.
|    | Vrchol         | Pohoří        | Země        | Výška (m) | Prominence (m) | Izolace (km) |
| -- | -------------- | ------------- | ----------- | --------- | -------------- | ------------ |
| 1  | Dufourspitze   | Walliské Alpy | Valais      | 4 634     | 2 165          | 78,2         |
| 2  | Zumsteinspitze | Walliské Alpy | Valais      | 4 563     | 110            | 0,5          |
| 3  | Signalkuppe    | Walliské Alpy | Valais      | 4 554     | 102            | 0,7          |
| 4  | Dom            | Walliské Alpy | Valais      | 4 547     | 1 057          | 16,9         |
| 5  | Lyskamm        | Walliské Alpy | Valais      | 4 533     | 381            | 2,8          |
| 6  | Weisshorn      | Walliské Alpy | Valais      | 4 506     | 1 236          | 11,1         |
| 7  | Täschhorn      | Walliské Alpy | Valais      | 4 491     | 210            | 1,2          |
| 8  | Matterhorn     | Walliské Alpy | Valais      | 4 478     | 1 038          | 13,9         |
| 9  | Parrotspitze   | Walliské Alpy | Valais      | 4 432     | 136            | 0,7          |
| 10 | Dent Blanche   | Walliské Alpy | Valais      | 4 358     | 915            | 7,2          |
| 11 | Nadelhorn      | Walliské Alpy | Valais      | 4 327     | 206            | 1,4          |
| 12 | Grand Combin   | Walliské Alpy | Valais      | 4 314     | 1 517          | 26,5         |
| 13 | Finsteraarhorn | Bernské Alpy  | Bern/Valais | 4 274     | 2 279          | 51,7         |
| 14 | Castor         | Walliské Alpy | Valais      | 4 228     | 165            | 1,9          |
| 15 | Zinalrothorn   | Walliské Alpy | Valais      | 4 222     | 488            | 4,3          |
| 16 | Alphubel       | Walliské Alpy | Valais      | 4 206     | 359            | 2            |
| 17 | Rimpfischhorn  | Walliské Alpy | Valais      | 4 199     | 643            | 23           |
| 18 | Aletschhorn    | Bernské Alpy  | Valais      | 4 193     | 1 036          | 16           |
| 19 | Strahlhorn     | Walliské Alpy | Valais      | 4 190     | 405            | 1,8          |
| 20 | Dent d'Hérens  | Walliské Alpy | Valais      | 4 174     | 703            | 3,8          |

## 10 vrcholů s nejvyšší prominencí

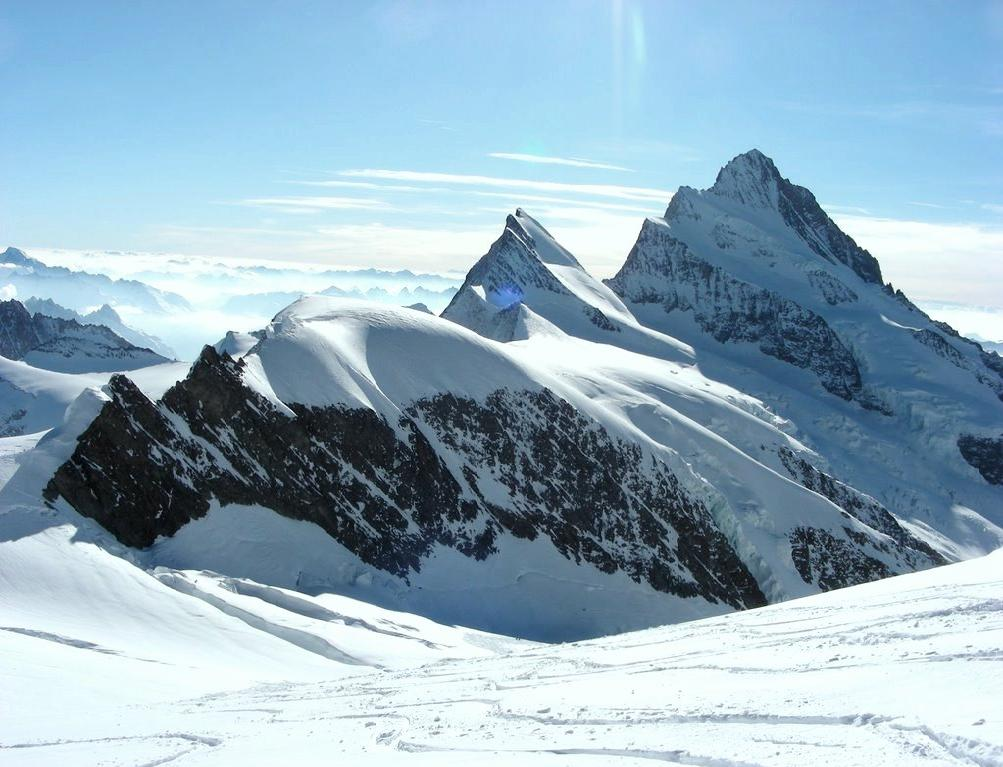
Finsteraarhorn

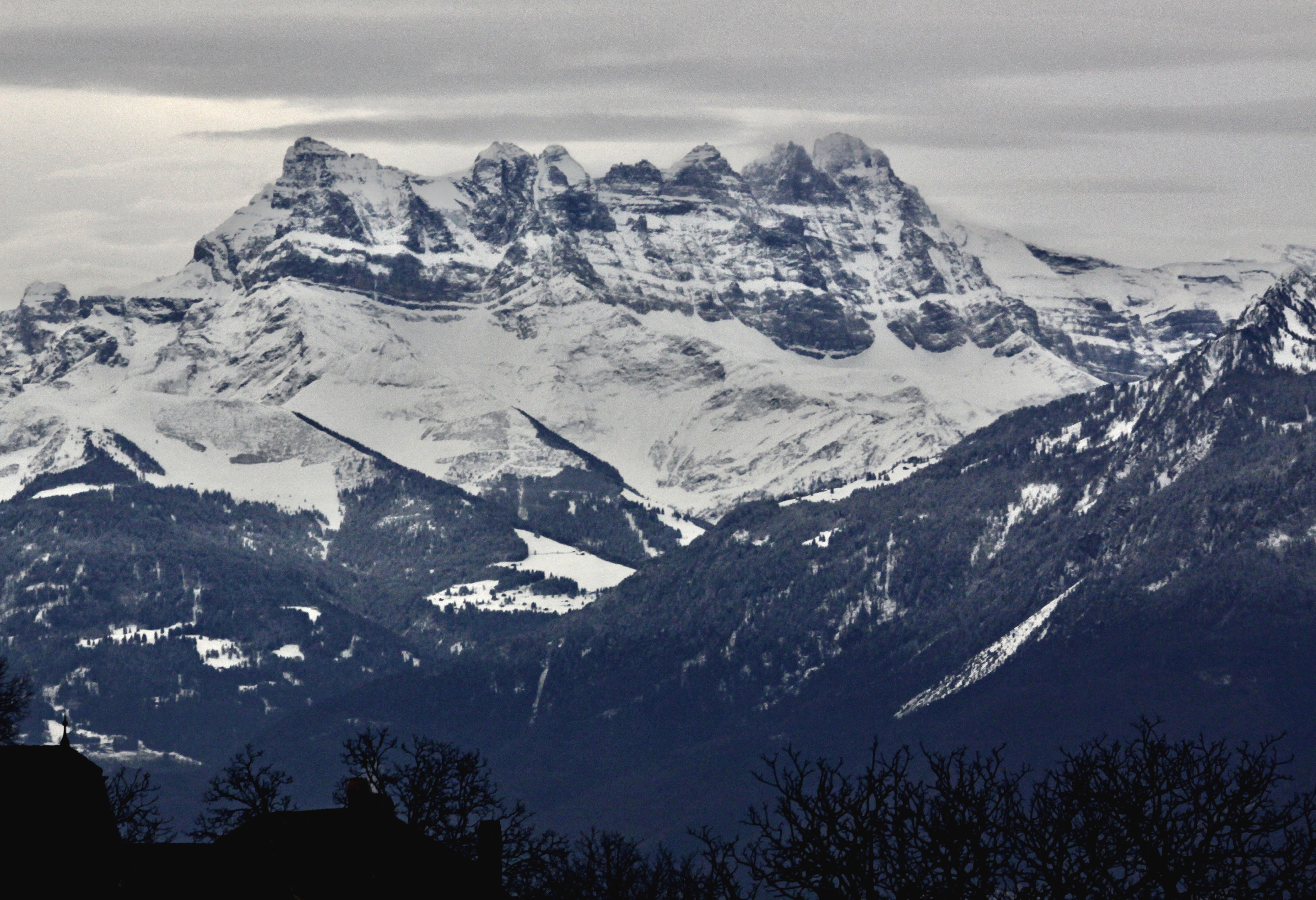
Dents du Midi

10 nejprominentnějších hor ve Švýcarsku.
|    | Vrchol         | Pohoří            | Kanton                               | Výška (m) | Prominence (m) | Izolace (km) |
| -- | -------------- | ----------------- | ------------------------------------ | --------- | -------------- | ------------ |
| 1  | Finsteraarhorn | Bernské Alpy      | Bern/Valais                          | 4 274     | 2 279          | 51,7         |
| 2  | Piz Bernina    | Bernina           | Graubünden                           | 4 049     | 2 234          | 137,8        |
| 3  | Dufourspitze   | Walliské Alpy     | Valais                               | 4 634     | 2 165          | 78,2         |
| 4  | Säntis         | Appenzellské Alpy | Appenzell A./Appenzell I./St. Gallen | 2 502     | 2 015          | 25,8         |
| 5  | Dents du Midi  | Savojské Alpy     | Valais                               | 3 258     | 1 797          | 19           |
| 6  | Tödi           | Glarnské Alpy     | Glarus/Graubünden                    | 3 613     | 1 569          | 42,1         |
| 7  | Grand Combin   | Walliské Alpy     | Valais                               | 4 314     | 1 517          | 26,5         |
| 8  | Piz Kesch      | Albula            | Graubünden                           | 3 418     | 1 502          | 23           |
| 9  | Dammastock     | Urnské Alpy       | Uri/Valais                           | 3 631     | 1 468          | 21,7         |
| 10 | Calanda        | Glarnské Alpy     | St. Gallen/Graubünden                | 2 805     | 1 458          | 6,6          |